# Giải Kim Ưng
Giải thưởng phim truyền hình Kim Ưng Trung Quốc, thường được biết đến ở Trung Quốc với cái tên Kim Ưng thưởng, là một trong ba lễ trao giải chính tầm quốc gia nhằm ghi nhận các tác phẩm, cá nhân xuất sắc trong ngành công nghiệp truyền hình Trung Quốc. Giải thưởng do Hiệp hội Nghệ sĩ Truyền hình Trung Quốc trao tặng. Đây được coi là một trong những giải thưởng truyền hình danh giá nhất, bên cạnh Giải thưởng Phi thiên và Giải thưởng Bạch Ngọc Lan. Giải thưởng Kim Ưng tổ chức lễ trao giải hai năm một lần, được tổ chức vào các năm không trùng với Lễ trao giải Phi Thiên kể từ năm 2005.

## Lịch sử
Giải thưởng phim truyền hình Kim Ưng Trung Quốc (sau đây gọi tắt là Kim Ưng Thưởng) được tổ chức bắt đầu từ năm 1983, được Bộ Tuyên truyền Trung ương Đảng Cộng sản Trung Quốc phê chuẩn cấp phép, là giải thưởng cấp quốc gia do Liên hiệp Giới Văn học Nghệ thuật Trung Quốc và Hiệp hội Nghệ thuật gia truyền hình Trung Quốc kết hợp tổ chức.
Năm 2000, giải thưởng được nâng cấp thành Liên hoan nghệ thuật phim truyền hình Kim Ưng Trung Quốc (sau đây gọi tắt là Kim Ưng Lễ), có thêm sự tham gia tổ chức của chính phủ tỉnh Hồ Nam, Cục phát thanh truyền hình tỉnh Hồ Nam và Công ty Cổ phần Phát thanh Truyền hình Hồ Nam; tổ chức mỗi năm 1 lần; từ năm 2005 trở về sau đổi thành tổ chức 2 năm 1 lần.
Vào năm 2020, ban tổ chức đã thông báo thay đổi cơ cấu giải, theo đó sẽ có giải thưởng Nam/nữ diễn viên chính xuất sắc nhất (最佳 男 / 女 was) sẽ được trao dựa trên cuộc thăm dò ý kiến từ hội đồng giám khảo. Giải diễn viên nam/nữ được công chúng yêu thích nhất (观众 喜爱 的 电视剧 男 演员) sẽ được trao dựa trên ba vòng bình chọn, mỗi số điện thoại chỉ được bình chọn một lần duy nhất. Lần đầu tiên phim truyền hình chiếu mạng cũng được lọt vào danh sách đề cử.

## Danh sách hạng mục
- Phim truyền hình xuất sắc (优秀 电视剧)
- Nam diễn viên chính xuất sắc nhất (最佳 男 演员)
- Nữ diễn viên chính xuất sắc nhất (最佳 女 演员)
- Nam diễn viên được công chúng yêu thích nhất (观众 喜爱 的 男 演员)
- Nữ diễn viên được công chúng yêu thích nhất (观众 喜爱 的 女 演员)
- Đạo diễn xuất sắc nhất (最佳 导演)
- Biên kịch xuất sắc nhất (最佳 编剧)
- Quay phim xuất sắc nhất (最佳 摄影 / 摄像)
- Bài hát chủ đề gốc hay nhất (最佳 原创 主题 歌曲)
- Phim tài liệu truyền hình hay nhất (最佳 电视 纪录片)
- Chương trình truyền hình hay nhất (最佳 电视 综艺 节目)

## Nữ thần Kim Ưng
Nữ thần Kim Ưng (tên tiếng Trung: 金鹰 女神, 2006 – nay) được khán giả bình chọn trong cuộc thăm dò chính thức. Từ năm 2016, người chiến thắng được quyết định bởi một ban giám khảo chuyên nghiệp. Nữ diễn viên được chọn sẽ biểu diễn mở màn tại Liên hoan nghệ thuật truyền hình Kim Ưng Trung Quốc, trước lễ trao giải thực tế.
| Năm  | Lần thứ | Người thắng giải | Tuổi (khi đoạt giải) | Tác phẩm đại diện                                                              |
| ---- | ------- | ---------------- | -------------------- | ------------------------------------------------------------------------------ |
| 2006 | 6       | Lưu Diệc Phi     | 19                   | Tiên kiếm kỳ hiệp, Thần điêu đại hiệp                                          |
| 2008 | 7       | Lý Tiểu Lộ       | 26                   | Đều Là Họa Của Thiên Sứ, Phấn đấu, We Love You, Mr. Jin                        |
| 2010 | 8       | Vương Lạc Đan    | 26                   | Tuổi trẻ của tôi, cuộc đấu tranh, An Xiang                                     |
| 2012 | 9       | Lưu Thi Thi      | 25                   | Tiên kiếm kỳ hiệp 3, Bộ Bộ Kinh Tâm, Hiên Viên kiếm - Thiên chi ngân           |
| 2014 | 10      | Triệu Lệ Dĩnh    | 27                   | Lục Trinh truyền kỳ, Sam sam đến rồi, Hoa Thiên Cốt                            |
| 2016 | 11      | Đường Yên        | 33                   | Bên nhau trọn đời, Thiên kim nữ tặc, Hoạt sắc sinh hương, Người tình kim cương |
| 2018 | 12      | Địch Lệ Nhiệt Ba | 26                   | Lý Huệ Trân xinh đẹp, Liệt Hỏa Như Ca, Nghìn lẻ một đêm                        |
| 2020 | 13      | Tống Thiến       | 33                   | Trạm kế tiếp là hạnh phúc, Kết ái - Mối tình đầu của Thiên Tuế đại nhân        |